# Michael Somers
Pour les articles homonymes, voir Somers.
Michael Somers, né le 2 mars 1995, est un athlète belge.

## Carrière
Michael Somers remporte la médaille d'argent par équipes en catégorie espoirs aux Championnats d'Europe de cross-country 2017 à Šamorín. Il est ensuite sacré champion de Belgique du 5 000 mètres en 2019.
Il est médaillé d'argent par équipes aux Championnats d'Europe de cross-country 2019 à Lisbonne.
Il termine à la cinquième place lors des Championnats d'Europe de cross-country 2021 à Dublin.